# Bolszoje Janikowo (Czuwaszja)
Bolszoje Janikowo (ros. Большое Яниково) – wieś (dieriewnia) w Rosji, w Czuwaszji, w rejonie urmarskim. W 2010 liczyła 442 mieszkańców.